# Валентина (теленовела)
Валентина (на испански: Valentina) е мексиканска теленовела от 1993 г., продуцентски дебют на Хосе Алберто Кастро за Телевиса. Продукцията е разделена на две части, като първата е режисирана от Луис Велес, а втората - от Серхио Хименес.
В главните роли са Вероника Кастро, Хуан Ферара и Рафаел Рохас, а в отрицателните – Бланка Гера, Майра Рохас, Уго Акоста, Йоланда Сиани, Лаура Форастиери и Диана Голден. Специално участие вземат първите актьори Раул Мерас, Аурора Молина, Клаудио Брук, Офелия Гилмайн, Хосефина Ечанове, Маргарита Исабел, Мануел „Флако“ Ибаниес, Мече Барба, Норма Ласарено, Хуан Пелаес, Луис Кутуриер и Алисия Монтоя.
По заповед на Валентин Пимстейн и ръководителите на Телевиса историята е променена рязко, когато се вижда ниският рейтинг, тъй като обществеността не може да приеме Вероника Кастро извън ролята на бедната жена. Оригиналното либрето на La Galleguita, история от кубинската писателка Инес Родена, е взето за втората част и актьорският състав е напълно променен, като са оставени само ключови герои от първата част, за да се обвърже историята със сюжета от Инес Родена.
Въпреки че рейтингът се повишава, тази теленовела се смята за една от грешките в телевизионната кариера за Вероника Кастро, в резултат на което актрисата спира да играе в теленовели и се отдава на кариерата си като водеща на вечерни предавания.

## Сюжет
Валентина Исабел Монтеро е ентусиазирана млада жена, която след като завършва специалност „Хотелиерство“ в мексиканската столица, намира работа в Исла Ескондида, нейното родно място. Тя е готова да постигне мечтите си, но съдбата няма да ѝ позволи да бъде лесен пътят към осъществяването им. Фернандо Алкантара е богат и културен мъж, женен за Летисия, която му изневерява с най-добрия му приятел. Животът му се променя изцяло, защото след нападение губи паметта си - обстоятелство, от което амбициозната Дебора Андраде се възползва.
Валентина и Фернандо се срещат случайно и са привлечени един от друг, но тя усеща в него тайнственост, която я озадачава и дори плаши. Освен това тя е развълнувана от романтичен и спокоен мъж на име Морис, който я желае. Дебора не възнамерява да седи със скръстени ръце, виждайки как Алкантара ще ѝ бъде отнет. Единственият, който забелязва лошотията на Дебора, е Тонито, сираче, което мечтае Фернандо и Валентина да станат негови родители. Той обаче не знае как да я разобличи, тъй като тя има страховит съюзник - Виктор Лухан.
Въпреки това Валентина и Фернандо застават пред олтара, за да докажат любовта си, но отново пред тях се задава трагедия. Тогава пристига нейната близначка Валентина де лос Анхелес.

## Актьори
Първа част
- Вероника Кастро - Валентина Исабел Монтеро
- Хуан Ферара - Фернандо Алкантара
- Бланка Гера - Дебора Андраде
- Уго Акоста - Феликс
- Гилермо Гарсия Канту - Виктор Лухан
- Раул Мерас - Дон Рохелио Монтеро
- Аурора Молина - Пруденсия
- Селия Крус - Лекум
- Сайде Силвия Гутиерес - Рафаела
- Марио Иван Мартинес - Морис Тайлър
- Рафаел Санчес-Наваро - Ренато Салдивар
- Добрина Кръстева - Летисия де Алкантара / Ана Мария Миранда
- Андреа Легарета - Констанса Басурто
- Мерседес Молто - Луисита Басурто
- Даниел Бракамонтес - Тонито
- Лили Бланко - Хулия
- Алехандро Руис - Пабло Мартинес
- Татяна - Леонор
- Хуан Карлос Бонет - Освалдо
- Манола Сааведра - Доня Ирене
- Хавиер Гомес - Уили
- Арасели - Естела Монтеро
- Глория Исагире - Росита
- Анхелита Кастани - Барбара
- Педро Алтамирано - Херардо Антунес
- Дарио Т. Пие - Боби
- Клаудио Брук - Алфред Ван Дутрен
- Едуардо Линян - Михарес
- Офелия Гилмайн - Доня Федерика Алкантара
- Хоакин Гаридо - Енрике
- Херардо Франко - Лусиано
- Марикрус Нахера - Глория Луке
- Хосефина Ечанове - Еванхелина
- Далила Поланко - Консуелито
- Маргарита Исабел - Марта Виялон
- Мария Морет - Д-р Диана
- Марта Мариана Кастро - Мариета
- Ванеса Анхерс - Лурдес
- Лусеро Рейносо - Кармен
- Сесилия Ромо - Майка Еухения
- Хосе Луис Гонсалес и Караско - Д-р Рамирес
- Елио Кастийос - Мигел
- Херман Бландо - Белтран
- Серхио Хименес - Хасинто

Втора част
- Вероника Кастро - Валентина Паулина де лос Анхелес „Анхелита“ Перес Лопес
- Рафаел Рохас - Хулио Кармона
- Уго Акоста - Хосе Мануел Коралес
- Майра Рохас - Ребека Кармона
- Диана Голден - Даниела Валдепеняс де Коралес
- Артуро Гарсия Тенорио - Арнулфо Чапара
- Лусия Марискал - Амада Паняга
- Йоланда Мерида - Ампаро де Перес
- Мануел „Флако“ Ибаниес - Ригоберто Перес
- Мече Барба - Елоина
- Енрике Нови - Енрике
- Давид Остроски - Диего
- Норма Ласарено - Алисия де Валдепеняс
- Хуан Пелаес - Ернесто Валдепеняс
- Йоланда Сиани - Лукресия де Кармона
- Луис Кутуриер - Конрадо Кармона
- Алисия Монтоя - Берта
- Татяна - Леонор
- Лаура Форастиери - Ракел Ривера
- Раул Мерас - Дон Рохелио Монтеро
- Аурора Молина - Пруденсия
- Луис Хавиер Посада - Хорхе
- Даниел Бракамонтес - Тонито

## Премиера
Премиерата на Валентина е на 21 юни 1993 г. по Canal de las Estrellas. Последният 160. епизод е излъчен на 28 януари 1994 г.

## Награди и номинации
Награди TVyNovelas (1994)
| Категория                      | Номиниран     | Резултат   |
| ------------------------------ | ------------- | ---------- |
| Най-добър актьор в главна роля | Хуан Ферара   | Номиниран  |
| Най-добра първа актриса        | Алисия Монтоя | Номинирана |

## Версии
- Теленовелата започва като нова история, базирана на оригинала, наречен Мъжът, който дойде от морето, но не е достатъчно успешна.
- След първите 5 седмици в ефир историята започва да се преплита със сюжета на друга история, базирана на La Galleguita, радионовела, написана от Инес Родена. Върху същата радионовела се базират и:
- Вивиана, мексиканска теленовела от 1978 г., с участието на Лусия Мендес и Ектор Бония
- Изгубени години, мексиканска теленовела от 1985, с участието на Лаура Флорес и Мануел Савал
- Камила, мексиканска теленовела от 1998 г., римейк на Вивиана, с участието на Биби Гайтан и Едуардо Капетийо
- Да, с теб, мексиканска теленовела от 2021 г., римейк на Вивиана, с участието на Алехандра Роблес Хил, Данило Карера и Брандон Пениче